# Baldellou
Baldellou – gmina w Hiszpanii, w prowincji Huesca, w Aragonii, o powierzchni 30,42 km². W 2011 roku gmina liczyła 113 mieszkańców.